# Сен-Вез
Сен-Вез (фр. Saint-Vaize) — коммуна во Франции, находится в регионе Пуату — Шаранта. Департамент коммуны — Шаранта Приморская. Входит в состав кантона Сент-Север. Округ коммуны — Сент.
Код INSEE коммуны — 17412.

## Население
Население коммуны на 2010 год составляло 562 человека.
| 1962 | 1968 | 1975 | 1982 | 1990 | 1999 | 2010 |
| ---- | ---- | ---- | ---- | ---- | ---- | ---- |
| 348  | 358  | 337  | 442  | 477  | 462  | 562  |